# Campidoctor
Il Campidoctor o magister campi ed a volte identificabile con l'exercitator era una figura dell'esercito romano altamente specializzata. Si trattava di colui che doveva addestrare le truppe, normalmente un centurione, spesso di una coorte pretoriana o degli equites singulares. Troviamo anche evidenze epigrafiche di un campidoctor presente in un numerus di truppe ausiliarie. Questa sua specifica funzione rientrava nella categoria di quei soldati (tra fanti, cavalieri e classiarii) chiamati principales ovvero coloro che, possedendo capacità specializzate o funzioni di rilievo tra i comuni milites, erano esentati dai più noiosi e pericolosi compiti che gli altri dovevano svolgere, quali lo scavo di un fossato o il pattugliamento dei bastioni. Aveva, inoltre, paga doppia (duplicarius). Questa figura militare esisteva ancora al tempo di Ammiano Marcellino (metà del IV secolo).